# 念珠菌性外阴阴道炎
念珠菌性阴道炎（英語：Candidal vulvovaginitis），是一种常见的、由白色念珠菌引起的阴道炎症。念珠菌还可寄生在人的口腔、皮肤、阴道等，并可自身互相传染。念珠菌阴道炎的病原体为白色念珠菌，属真菌。常見症狀包括外阴、阴道极度瘙痒，白带增多，多呈白色豆渣样或凝乳样。典型的白带为白色、凝乳块和豆腐渣样，膜附有白色膜状物。小阴唇内侧面及阴道膜红肿或糜烂，甚至有浅表溃疡。治疗的方式通常包括抗生素和抗霉药剂。严重时外阴疼痛难忍，坐卧不宁，可能導致排尿時有灼痛感、頻尿，以及性交疼痛。妇科检查可见外阴肿胀潮红。症狀在經期時可能惡化。
念珠菌性陰道炎是肇因於女性生殖道的念珠菌過度繁殖。念珠菌本屬人體內的正常菌叢，但過度生長可以致病。該病並不屬於性傳染病，但性交頻繁者會增加感染的機率。風險因子包含服用抗生素、妊娠、糖尿病，以及艾滋病。高單醣飲食也可能提高感染機會。而衣服過緊、內褲種類，以及個人衛生習慣則應該與此病關連不大。由於該病症狀類似性傳染病、披衣菌感染，以及淋病，因此建議進行陰道分泌物培養以利診斷。
雖然缺乏證據，但一般建議穿著棉質內褲及寬鬆衣物以預防感染。另也建議避免使用陰道盥洗及芳香衛生產品。該病需以抗真菌药治療，可在患部給予克催瑪汝軟膏及氟康唑等。而益生菌則顯示對正在感染的患者沒有實質幫助。
大約75%的女性在一生中至少曾經受過一次念珠菌感染，有近半數甚至感染兩次以上。約有 5% 甚至可能在一年內感染三次以上。該病為仅次于细菌性阴道病后的第二类最常见阴道炎。